# Schizocosa perplexa
Schizocosa perplexa là một loài nhện trong họ Lycosidae.
Loài này thuộc chi Schizocosa. Schizocosa perplexa được Elizabeth Bangs Bryant miêu tả năm 1936.